# Véronique Newland
Pour les articles homonymes, voir Newland.
Véronique Newland est une ingénieure française spécialisée en optronique. Elle est directrice générale de l'entreprise New vision Technologies qui développe des projets en vison industrielle et scientifique. En 2013, Elle a reçu le Prix Irène-Joliot-Curie dans la catégorie parcours femme entreprise. Elle est membre du conseil d'administration de l'association française d'optique photonique depuis septembre 2016.

## Éducation
En 1989, Véronique Newland a passé un DUT en informatique à l'IUT de Villetaneuse à l'Université Paris-XIII.  Elle s'est ensuite inscrite à l'école polytechnique de l'université Paris-Sud en 1994 et a obtenu un diplôme d'ingénieure en Optronique en 1996.